# 1024
1024 (MXXIV) var ett skottår som började en onsdag i den julianska kalendern.

## Händelser

### April
- 19 april – Sedan Benedictus VIII har avlidit den 9 april väljs Romanus till påve och tar namnet Johannes XIX.

## Födda
- Anna av Kiev, fransk drottning, gift med Henrik I av Frankrike.
- Magnus den gode, kung av Norge 1035–1047 och av Danmark 1042–1047.

## Avlidna
- 9 april – Benedictus VIII, född Theophylactus, påve sedan 1012.
- Erik Håkonsson, jarl över Norge 1000–1012 under den danske kungen Sven Tveskägg.
- Henrik II, tysk-romersk kejsare sedan 1014.
- Bertha av Burgund, fransk drottning, gift med Robert II av Frankrike.
- Muhammad III, kalif av Córdoba.